# Karjera Dimy Gorina
Karjera Dimy Gorina (russisk: Карьера Димы Горина) er en sovjetisk spillefilm fra 1961 af Frunze Dovlatjan og Lev Mirskij.

## Medvirkende
- Aleksandr Demjanenko som Dmitrij Grigorjevitj Gorin
- Tatjana Konjukhova som Galja Beryozka
- Vladimir Seleznjov som Gennadij Drobot
- Vladimir Vysotskij som Sofron
- Jevgenij Kudrjasjov som Ivan Moskaljov